# Religión en los Estados Unidos

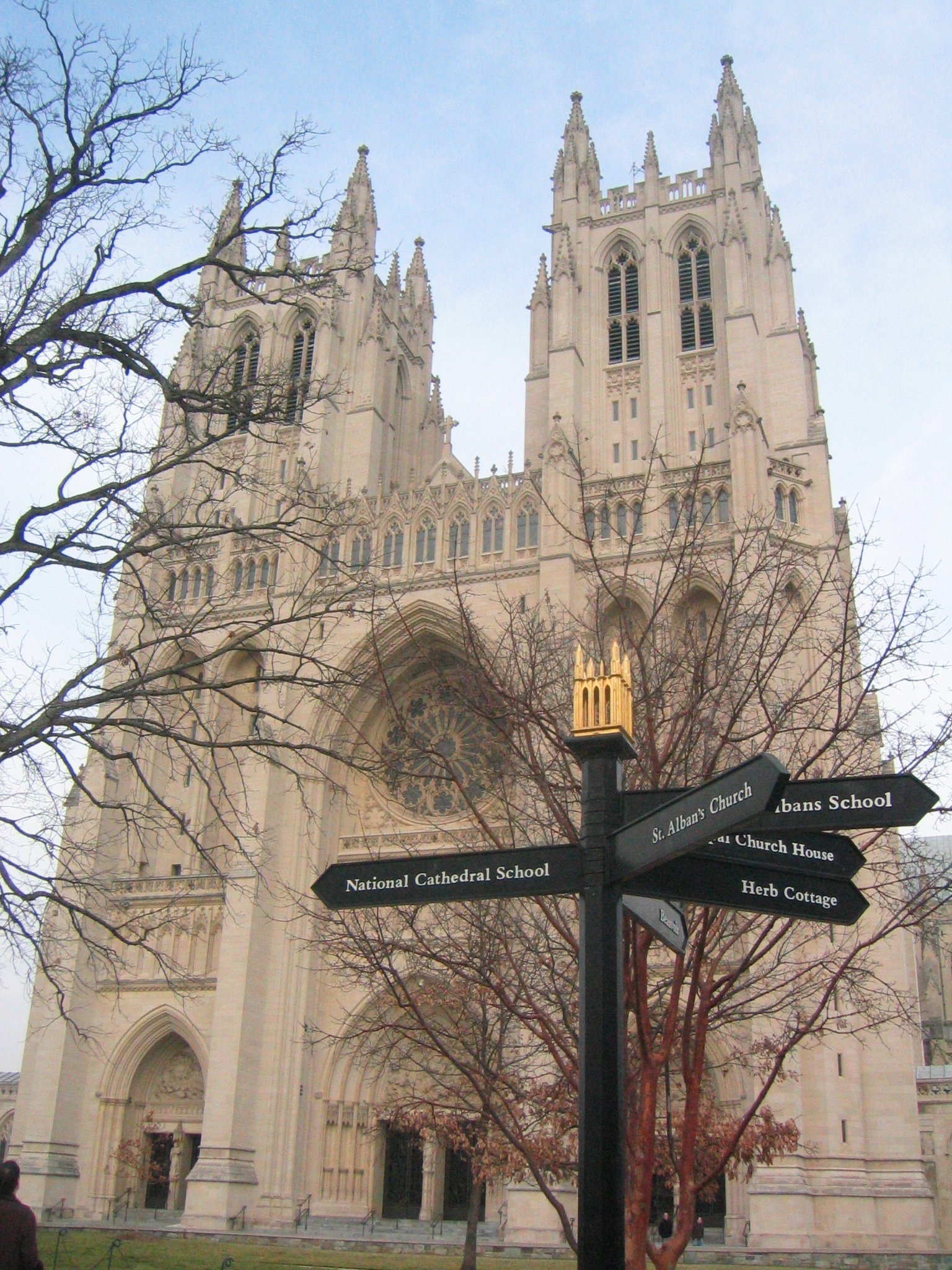
Catedral nacional de Washington.

Un porcentaje ligeramente superior al 50 % de los estadounidenses dice que la religión toma un papel «muy importante» en su vida, una proporción única entre los países desarrollados. La mayoría de los estadounidenses (65,5 %) se identifican como cristianos y alrededor del 26 % no se identifican con ninguna religión. De acuerdo con los datos sobre religiosidad de Pew Reserch, en 2021 el 63 % de los estadounidenses era cristiano, el 31 % agnóstico, ateo o irreligioso, mientras que los adeptos a otras religiones llegaban al 6 % del total.
De acuerdo con el American Religious Identification Survey (ARIS), en 2008, el 76 % de los estadounidenses se identificaban como cristianos, con el 51 % asistiendo a diferentes tipos de iglesias protestantes, y el 26 % profesando ser católicos. La misma encuesta dice que alrededor del 4 % de la población profesa otras religiones (incluyendo, entre otras, el judaísmo, el budismo, el islam, y el hinduismo), que el 15 % de la población adulta no tenía ninguna religión, y que otro 5,2 % no sabía o se negaba a contestar. De acuerdo con una encuesta de 2012, el 36 % de los estadounidenses dicen ir a la iglesia al menos una vez por semana.
De acuerdo con un estudio de la Asociación Americana de Estadística de Cuerpos Religiosos del año 2012 mostró que si bien en efecto el 70 % de los estadounidenses se consideran cristianos, la segunda religión más practicada varía según el Estado. El Islam es la segunda mayor religión en 20 estados principalmente los estados del sur y del centro, el judaísmo lo es en 15 estados, mayormente los de la costa atlántica, el budismo es la segunda comunidad religiosa más numerosa en 13 estados; los estados de la costa pacífica más Hawái y Alaska. De estos Hawái es el que tiene el porcentaje mayor de budistas siendo cerca del 9 %. El hinduismo por su parte es la segunda religión en Arizona y Delaware y el bahaísmo es el segundo credo religioso en importancia de Carolina del Sur.

## Historia
Desde los primeros días del colonialismo, cuando los colonos británicos y alemanes iban a lo que hoy son los Estados Unidos buscando libertad religiosa, los Estados Unidos han estado profundamente influidos por la religión. Tal influencia continúa en la cultura estadounidense, en la vida social y en la política.
Varias de las Trece Colonias originalmente fueron establecidas por colonos que querían practicar su propia religión sin discriminación: la Colonia de la Bahía de Massachusetts fue establecida por puritanos británicos (congregacionalistas), Pensilvania por los cuáqueros británicos, Maryland por los católicos británicos y Virginia por los anglicanos británicos.

## Influencia política
Los políticos frecuentemente hablan de su religión en campaña electoral, y muchas iglesias y figuras religiosas son muy activas políticamente. Sin embargo, para mantener su estado de exención de impuestos no deben apoyar oficialmente a ningún candidato.
Hay cristianos tanto en el Partido Demócrata como en el Partido Republicano, pero los cristianos evangélicos tienden a apoyar a los republicanos.
Casi todos los Presidentes de los Estados Unidos han sido blancos y protestantes, excepto Thomas Jefferson (deísta), John F. Kennedy (católico), Barack Obama (Protestante) (afrodescendiente) y Joseph Biden (católico)

## Autoidentificación religiosa en la población adulta de EE. UU. entre 1990 y 2001
Todos los cálculos después de adecuarlos debido a las negaciones a contestar, que pasaron de un 2,3 % en 1990 a 5,4 % en 2001.
| | 1990   | 2001   | Cambio en % | Crecimiento numérico en términos de % |
| Total Cristianos | 88,3 % | 79,8 % | -8,5 %      | +5,3 %                                |
| Católicos | 26,8 % | 25,9 % | -0,9 %      | +10,6 %                               |
| Otros Cristianos | 61,4 % | 54,0 % | -7,5 %      | +0,8 %                                |
| --- | ------ | ------ | ----------- | ------------------------------------- |
| Bautistas (En Norteamérica, la Convención Bautista del Sur con 47,614 iglesias y 13,680,493 miembros, la Convención Bautista Nacional, EE. UU. con 21,145 iglesias y 8,415,100 miembros. | 19,8 % | 17,2 % | -2,6 %      | -0,4 %                                |
| Metodistas | 8,3 %  | 7,2 %  | -1,1 %      | -0,2 %                                |
| Cristianos - sin denominación comunicada | 4,7 %  | 7,2 %  | +2,5 %      | +75,3 %                               |
| Luteranos | 5,3 %  | 4,9 %  | -0,4 %      | +5,2 %                                |
| Presbiterianos | 2,9 %  | 2,8 %  | -0,1 %      | +12,3 %                               |
| Protestantes - sin denominación comunicada | 10,0 % | 2,4 %  | -7,7 %      | -73,0 %                               |
| Pentecostalistas/Carismáticos | 1,9 %  | 2,2 %  | +0,4 %      | +38,1 %                               |
| Episcopalianos/Anglicanos | 1.8 %  | 1.8 %  | --          | +13.4 %                               |
| Mormones | 1.5 %  | 1.4 %  | -0.1 %      | +12.1 %                               |
| Iglesias de Cristo | 1.0 %  | 1.3 %  | +0.3 %      | +46.6 %                               |
| Testigos de Jehová | 0.8 %  | 1.2 %  | +0.4 %      | +3.6 %                                |
| Congregacionales / Iglesia Unida de Cristo | 0.3 %  | 0.7 %  | +0.4 %      | +130.1 %                              |
| Asambleas de Dios | 0.4 %  | 0.6 %  | +0.2 %      | +67.6 %                               |
| Evangélicos | 0.1 %  | 0.5 %  | +0.4 %      | +326.4 %                              |
| Iglesia de Dios | 0.3 %  | 0.5 %  | +0.2 %      | +77.8 %                               |
| Adventistas del séptimo día | 0.4 %  | 0.4 %  | --          | +8.4 %                                |
| Ortodoxos | 0.3 %  | 0.3 %  | --          | +28.5 %                               |
| Otros cristianos (menos de un 0.3 % cada una) | 1.6 %  | 1.9 %  | +0.3 %      | +40.2 %                               |
| Total de otras religiones | 3.5 %  | 5.2 %  | +1.7 %      | +69.1 %                               |
| Judíos | 1.8 %  | 1.4 %  | -0.4 %      | -9.8 %                                |
| Sin denominación | 0.1 %  | 1.3 %  | +1.2 %      | +1176.4 %                             |
| Musulmanes | 0.3 %  | 0.6 %  | +0.3 %      | +109.5 %                              |
| Budistas | 0.2 %  | 0.5 %  | +0.3 %      | +169.8 %                              |
| Hindúes | 0.1 %  | 0.4 %  | +0.3 %      | +237.4 %                              |
| Universalistas unitarios | 0.3 %  | 0.3 %  | --          | +25.3 %                               |
| Otros (menos de un 0.07 % cada una) | 0.6 %  | 0.7 %  | +0.1 %      | +25.4 %                               |
| Sin religión | 8.4 %  | 15.0 % | +6.6 %      | +105.7 %                              |

Según un estudio publicado en 2022, en 2010 había 450 000 conversos del islam al cristianismo en el país, la mayoría de ellos al protestantismo.